# 肯德爾 (新南威爾斯州)
肯德爾（Kendall）是澳洲新南威爾斯省北部海岸邊的一個小鎮，原以卡姆登·黑文河（Camden Haven River）為名，1891年後才以澳洲詩人亨利·肯德爾（Henry Kendall）的姓為鎮名。亨利·肯德爾曾在1875年至1881年間任職於該地，是新南威爾斯省第一個森林監察官。肯德爾的原住民是巴拜人（Birpai）。
肯德爾離太平洋港鎮麥覺理港約36公里，與鄰近7個鄉鎮共同組成卡姆登·黑文地方。新州鐵路（NSW TrainLink XPT）每天有三個班次從雪梨開往北海岸線，途經肯德爾。

## 外部連結
- 肯德爾鎮公所官方網站 （页面存档备份，存于）（英文）